# Plage Tattoo / Circumstances
Plage Tattoo / Circumstances is een Belgisch-Nederlandse muziektheaterproductie van vzw Wolvin.
Het stuk kwam tot stand in coproductie met Les Ballets C de la B, deSingel, Ancienne Belgique, Muziektheater Transparant en het Holland Festival én met steun van de Beweeging. De muziek is afkomstig van Zita Swoon en de choreografie is van de hand van Koen Augustijnen. 

## Geschiedenis
De geschiedenis begon in 1995 met de productie Kermis in de Hel van Koen Augustijnen voor het Ro theater te Rotterdam. Voor dit stuk had hij gekozen voor een het nummer Ice Guitars van Zita Swoon. Frontman van deze groep Stef Kamil Carlens, die aanwezig was tijdens een voorstelling, was danig onder de indruk. Een uitnodiging van het Holland Festival aan beide creatievelingen om "iets" te maken, leidde tot een samenwerking tussen beiden die Plage Tattoo / Circumstances tot gevolg zou hebben. Naast zanger Stef Kamil Carlens en choreograaf Koen Augustijnen werden ook danseres Tamayo Okano, Zita Swoon-drummer Aarich Jespers en -gitarist Bjorn Eriksson en de acteurs Veerle van Overloop en Dirk Roofthooft betrokken. Deze laatste twee dienden echter af te haken wegens agendaredenen. Aanvankelijk was er geen regisseur betrokken, maar twee weken voor de premièrereeks in het De la Mar-theater te Amsterdam werd regisseur Jan Simons gevraagd de creativiteit in goede banen te leiden.
Het verhaal vertelt over een man die een vrouw red en hoe beide elkaar vervolgens verstikken. De productie gaat over kwetsbaarheid en de strijd tussen man en vrouw met als weerkerend thema jaloezie. Inspiratie werd onder meer gevonden in het allerlaatste optreden van Elvis Presley te Las Vegas en films als Of Mice and Men van John Steinbeck en Deliverence van John Boorman.
In het najaar van 1999 verscheen de muziek van het stuk op cd bij het platenlabel Chikaree Productions/Warner Music onder dezelfde naam.